# James Howard (3e comte de Suffolk)
Pour les articles homonymes, voir James Howard et Howard.
James Howard, 3e comte de Suffolk, (10 février 1606 - 7 janvier 1688), est un petit-fils de Thomas Howard (1er comte de Suffolk), et 3e baron Howard de Walden. Il tient le rôle de Comte-maréchal pour le couronnement de Charles II.

## Biographie
À la mort de son père Theophilus Howard (2e comte de Suffolk), le 3 juin 1640, il accède au comté de Suffolk à l'âge de 33 ans. Il se marie trois fois. Le 1er décembre 1640, il épouse Susan Rich, fille de Henry Rich (1er comte de Holland), et a une fille, Essex Howard. Susan est décédée le 15 mai 1649.
Lord Suffolk se remarie vers février 1650 avec Barbara Howard, fille d'Edward Villiers (maître de la monnaie) (en), et veuve de Richard Wenman et de Richard Wentworth. Elle meurt le 13 décembre 1681, laissant une fille, Elizabeth Howard, qui devient Porte-coton de la reine. Après décembre 1681 et avant le 8 mai 1682, Lord Suffolk épouse Anne Montagu, fille aînée de Robert Montagu (3e comte de Manchester) dont il n'a pas d'enfants.
Il est remplacé comme comte par ses frères. La baronnie Howard de Walden reste en suspens pendant près d’un siècle, jusqu’à ce qu’elle soit attribuée à un descendant de sa fille aînée, Essex Howard, baronne Griffin. Le titre est depuis passé aux descendants de sa fille cadette, Elizabeth Howard, devenue par la suite Lady Elizabeth Felton.
Lord Suffolk possédait une propriété dans le centre de Londres, dont la Suffolk House, et semble avoir laissé sa maison jacobéenne, Audley End, Essex, construite par le 1er comte aux descendants de sa fille aînée.